# لوكريشيا غارفيلد
لوكريشا غارفيلد (بالإنجليزية: Lucretia Garfield) ولدت في ( 19 أبريل 1832م - وتوفيت في 14 مارس 1918م )، زوجة رئيس الولايات المتحدة العشرين جيمس جارفيلد، والسيدة أولى للولايات المتحدة الأمريكية من 4 مارس 1881 حتى 19 سبتمبر 1881.

## روابط خارجية
- لوكريشيا غارفيلد على موقع الموسوعة البريطانية (الإنجليزية)
- لوكريشيا غارفيلد على موقع إن إن دي بي (الإنجليزية)